# التجنيد في المملكة المتحدة

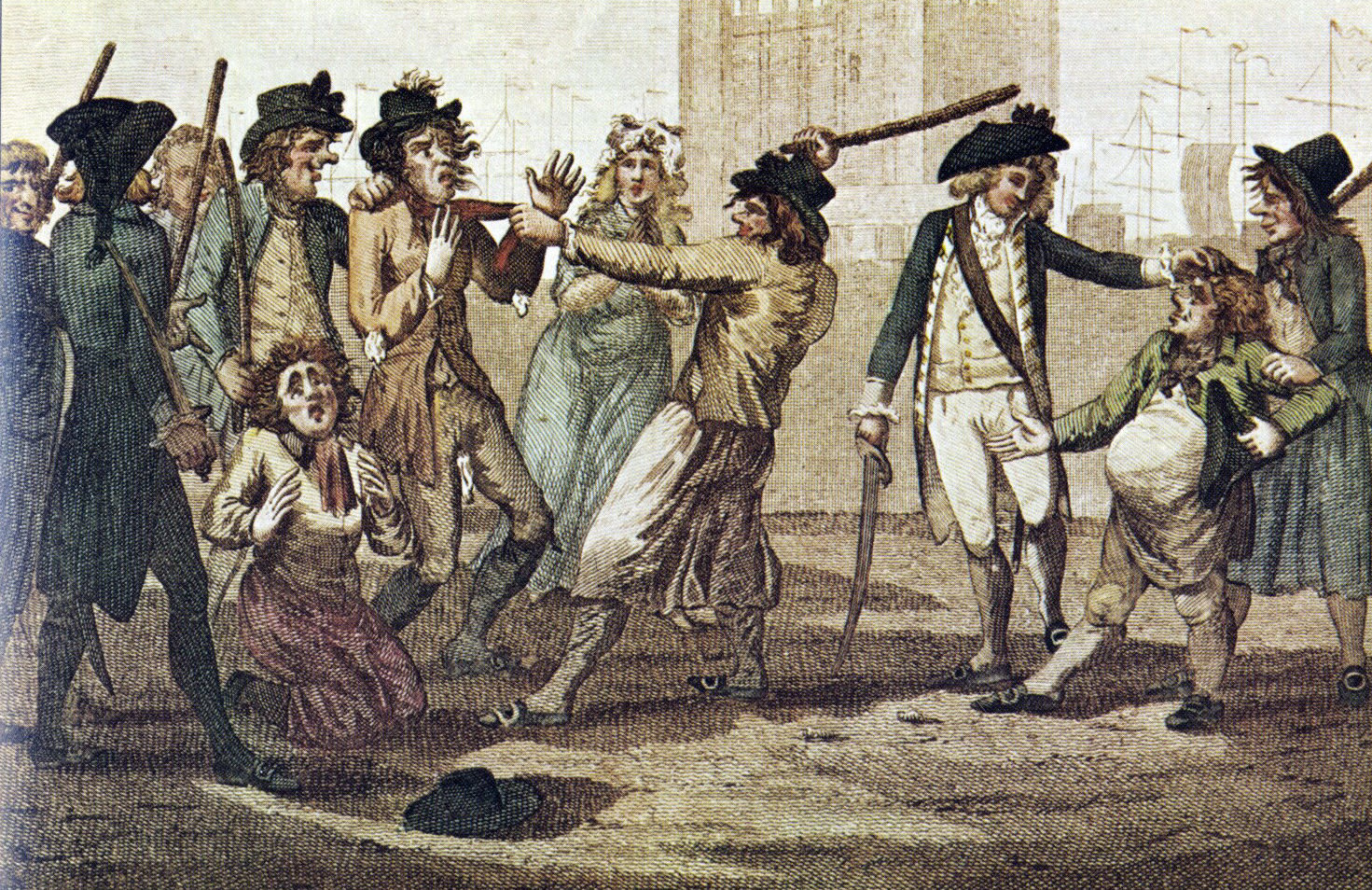

التجنيد في المملكة المتحدة (بالإنجليزية: Conscription in the United Kingdom)‏ كان موجوداً في فترتين في التاريخ الحديث. الأولى من عام 1916 إلى 1920، والثانية من 1939 إلى 1960، وكان آخر المجندين الذين يتركون الخدمة في عام 1963. 
وعرف هذا النظام بالخدمة العسكرية من عام 1916 إلى 1920، وبنظام التجنيد من عام 1939 حتى 1948، وكان يشار إليه غالباً بالخدمة الحربية في الوثائق المتعلقة بالتأمين القومي ومنح المعاش.